# Thị Trung, Lạc Sơn

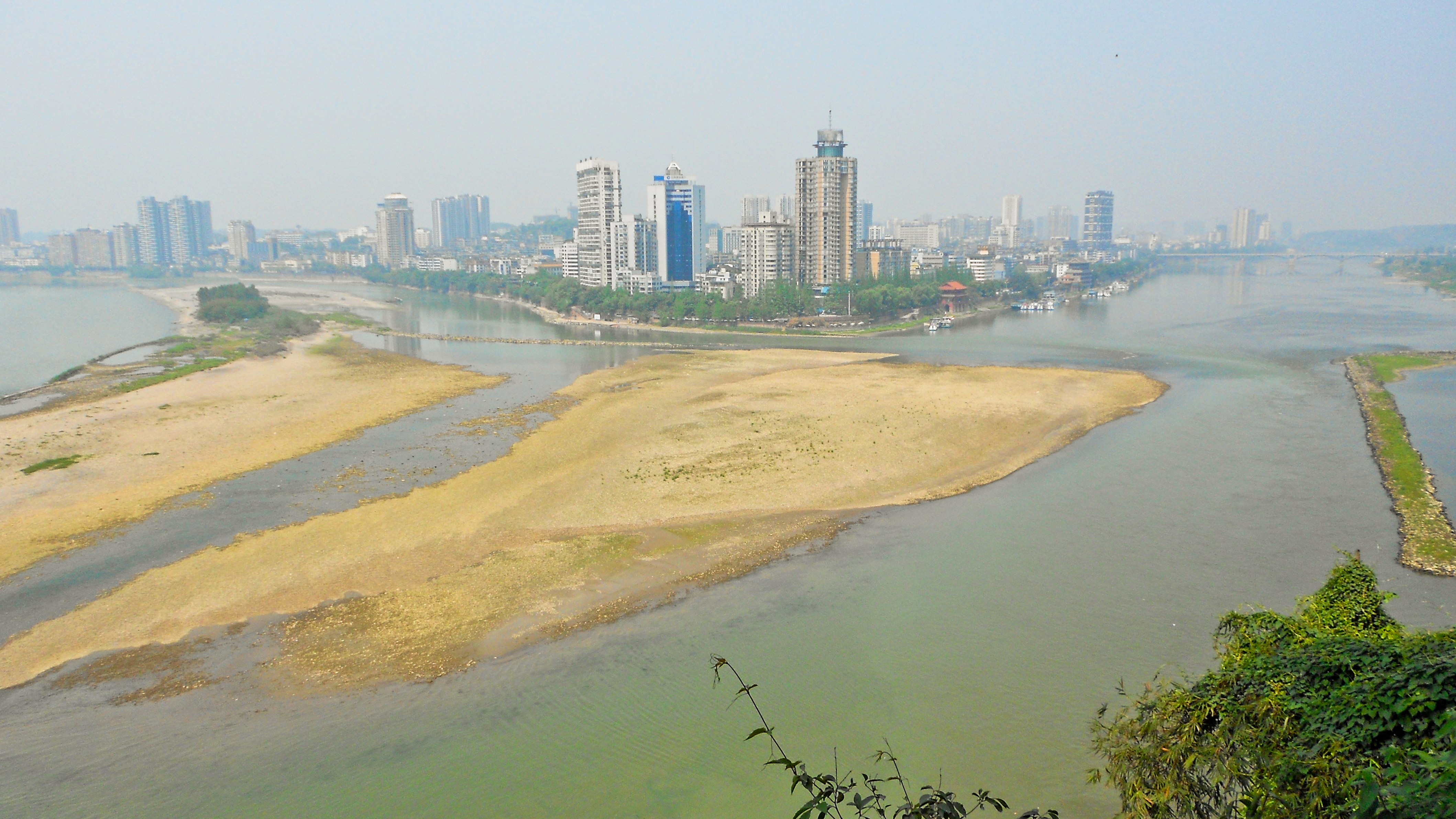
Thị Trung, Lạc Sơn

Thị Trung là một quận của địa cấp thị Lạc Sơn, tỉnh Tứ Xuyên, Trung Quốc. Quận này có diện tích 825 km², dân số năm 2002 là 540.000 người.
Quận Thị Trung được chia thành 30 đơn vị hành chính: 
- 4 nhai đạo: Trương Công Kiều, Bạc Thủy, Thượng Hà, Bề Tử;
- 16 trấn: Tô Kê, An Cốc, Thổ Chủ, Thông Giang, Thủy Khẩu, Mưu Tử, Mao Kiều, Thanh Bình, Bạch Mã, Miên Trúc, Xa Tử, Lâm Giang, Cửu Phong, La Hán, Toàn Phúc, Đồng Gia.
- 10 hương: Dương Loan, Duyệt Lai, Kiếm Phong, Lăng Vân, Bình Hưng, Phổ Nhân, Thạch Long, Cửu Long, Nghinh Dương, Quan Miếu.

Các đơn vị này lại được chia thành 252 thôn hành chính, 43 khu xã.